# تا د بالمه
تا د بالمه (به لاتین: Tête de Balme) یک کوه در سوئیس است که در کانتون وله واقع شده‌است. تا د بالمه ۲٬۳۲۱ متر بالاتر از سطح دریا واقع شده‌است.